# Copa Colombia 2009
De Copa Colombia 2009 was de zevende editie van de Copa Colombia en werd gespeeld tussen de clubs uit de Copa Mustang en de Second Division. De competitie startte op 4 maart 2009. Het toernooi werd gesponsord door Postobón. De winnaar plaatste zich voor de Copa Sudamericana.

## Regionale fases
|  | Teams gekwalificeerd voor de tweede fase |

### Groep A
| Team               | Pld | W | D | L | GF | GA | GD  | Pts |
| ------------------ | --- | - | - | - | -- | -- | --- | --- |
| Atlético La Sabana | 10  | 7 | 1 | 2 | 19 | 11 | +8  | 22  |
| Junior             | 10  | 6 | 3 | 1 | 18 | 7  | +11 | 21  |
| Barranquilla       | 10  | 5 | 3 | 2 | 13 | 11 | +2  | 18  |
| Real Cartagena     | 10  | 3 | 2 | 5 | 9  | 14 | −5  | 11  |
| Valledupar         | 10  | 3 | 0 | 7 | 10 | 17 | −7  | 9   |
| Unión Magdalena    | 10  | 1 | 1 | 8 | 6  | 15 | −9  | 4   |

|                    | LSA | BAR | JUN | RCA | UMA | VAL |
| ------------------ | --- | --- | --- | --- | --- | --- |
| Atlético La Sabana | –   | 3–1 | 1–1 | 2–0 | 2–0 | 4–1 |
| Barranquilla       | 1–2 | –   | 0–0 | 1–1 | 1–1 | 1–0 |
| Junior             | 3–0 | 2–3 | –   | 2–0 | 2–0 | 4–1 |
| Real Cartagena     | 1–2 | 2–3 | 1–1 | –   | 1–0 | 2–0 |
| Unión Magdalena    | 1–2 | 0–1 | 1–2 | 1–2 | –   | 2–1 |
| Valledupar         | 3–2 | 0–1 | 0–1 | 3–0 | 1–0 | –   |

### Groep B
| Team                   | Pld | W | D | L | GF | GA | GD  | Pts |
| ---------------------- | --- | - | - | - | -- | -- | --- | --- |
| Independiente Medellín | 10  | 5 | 4 | 1 | 17 | 8  | +9  | 19  |
| Atlético Nacional      | 10  | 3 | 6 | 1 | 15 | 10 | +5  | 15  |
| Once Caldas            | 10  | 4 | 3 | 3 | 10 | 8  | +2  | 15  |
| Itagüí Ditaires        | 10  | 4 | 1 | 5 | 12 | 13 | −1  | 13  |
| Envigado               | 10  | 4 | 1 | 5 | 10 | 15 | −5  | 13  |
| Deportivo Rionegro     | 10  | 1 | 3 | 6 | 4  | 14 | −10 | 6   |

|                   | NAC | RIO | ENV | MED | ITA | OCA |
| ----------------- | --- | --- | --- | --- | --- | --- |
| Atlético Nacional | –   | 0–0 | 1–1 | 3–3 | 4–2 | 3–1 |
| D. Rionegro       | 1–1 | –   | 1–2 | 0–0 | 0–1 | 1–0 |
| Envigado          | 0–3 | 2–1 | –   | 2–1 | 0–2 | 1–0 |
| Indepen. Medellín | 2–0 | 2–0 | 2–1 | –   | 3–1 | 1–1 |
| Itagüí Ditaires   | 0–0 | 3–0 | 2–0 | 0–3 | –   | 1–2 |
| Once Caldas       | 0–0 | 3–0 | 2–1 | 0–0 | 1–0 | –   |

### Groep C
Teams uit het noordoosten van Colombia.
| Team                 | Pld | W | D | L | GF | GA | GD  | Pts |
| -------------------- | --- | - | - | - | -- | -- | --- | --- |
| Cúcuta Deportivo     | 10  | 5 | 4 | 1 | 20 | 8  | +12 | 19  |
| Atlético Bucaramanga | 10  | 5 | 3 | 2 | 21 | 15 | +6  | 18  |
| Patriotas            | 10  | 5 | 2 | 3 | 13 | 11 | +2  | 17  |
| Boyacá Chicó         | 10  | 2 | 4 | 4 | 12 | 14 | −2  | 10  |
| Real Santander       | 10  | 3 | 1 | 6 | 14 | 17 | −3  | 10  |
| Alianza Petrolera    | 10  | 2 | 2 | 6 | 8  | 23 | −15 | 8   |

|                   | ALP | BUC | BOY | CUC | PAT | RSA |
| ----------------- | --- | --- | --- | --- | --- | --- |
| Alianza Petrolera | –   | 2–1 | 1–1 | 1–1 | 0–1 | 2–1 |
| Atl. Bucaramanga  | 3–1 | –   | 2–0 | 2–2 | 3–2 | 3–0 |
| Boyacá Chicó      | 5–0 | 2–2 | –   | 0–0 | 0–0 | 1–0 |
| Cúcuta Deportivo  | 4–0 | 3–0 | 4–0 | –   | 2–0 | 1–1 |
| Patriotas         | 2–1 | 1–1 | 1–0 | 4–2 | –   | 2–0 |
| Real Santander    | 4–0 | 2–4 | 4–3 | 0–1 | 2–0 | –   |

### Groep D
| Team        | Pld | W | D | L | GF | GA | GD | Pts |
| ----------- | --- | - | - | - | -- | -- | -- | --- |
| Millonarios | 10  | 5 | 4 | 1 | 15 | 6  | +9 | 19  |
| Santa Fe    | 10  | 5 | 3 | 2 | 19 | 10 | +9 | 18  |
| La Equidad  | 10  | 4 | 4 | 2 | 12 | 10 | +2 | 16  |
| Academia    | 10  | 2 | 4 | 4 | 11 | 17 | −6 | 10  |
| Centauros   | 10  | 2 | 3 | 5 | 6  | 13 | −7 | 9   |
| Bogotá      | 10  | 2 | 2 | 6 | 10 | 18 | −8 | 8   |

|             | ACA | BOG | CEN | EQU | MIL | SAF |
| ----------- | --- | --- | --- | --- | --- | --- |
| Academia    | –   | 3–2 | 0–0 | 1–1 | 0–2 | 3–3 |
| Bogotá      | 2–1 | –   | 2–0 | 2–2 | 1–1 | 0–4 |
| Centauros   | 4–0 | 1–0 | –   | 0–1 | 0–3 | 1–1 |
| La Equidad  | 1–1 | 2–0 | 3–0 | –   | 0–0 | 1–3 |
| Millonarios | 0–1 | 2–1 | 1–1 | 3–0 | –   | 2–2 |
| Santa Fe    | 2–1 | 2–0 | 2–0 | 0–1 | 0–1 | –   |

### Groep E
teams uit de Pacific Region of Colombia.
| Team             | Pld | W | D | L | GF | GA | GD | Pts |
| ---------------- | --- | - | - | - | -- | -- | -- | --- |
| Deportes Quindío | 10  | 5 | 3 | 2 | 13 | 9  | +6 | 18  |
| Deportivo Pasto  | 10  | 5 | 2 | 3 | 17 | 12 | +5 | 17  |
| Deportivo Cali   | 10  | 4 | 2 | 4 | 12 | 15 | −3 | 14  |
| Depor            | 10  | 2 | 6 | 2 | 8  | 9  | −1 | 12  |
| Cortuluá         | 10  | 2 | 4 | 4 | 9  | 11 | −2 | 10  |
| América          | 10  | 2 | 3 | 5 | 9  | 12 | −3 | 9   |

|                  | AME | COR | DEP | QUI | CAL | PAS |
| ---------------- | --- | --- | --- | --- | --- | --- |
| América          | –   | 0–1 | 0–0 | 2–1 | 2–3 | 1–2 |
| Cortuluá         | 0–0 | –   | 1–1 | 1–0 | 1–2 | 1–1 |
| Depor            | 0–0 | 2–1 | –   | 2–2 | 0–0 | 2–0 |
| Deportes Quindío | 2–1 | 0–0 | 1–0 | –   | 2–0 | 3–2 |
| Deportivo Cali   | 0–3 | 3–2 | 1–1 | 0–1 | –   | 3–2 |
| Deportivo Pasto  | 3–0 | 2–1 | 3–0 | 1–1 | 1–0 | –   |

### Groep F
Teams uit centraal-westen van Colombia .
| Team              | Pld | W | D | L | GF | GA | GD | Pts |
| ----------------- | --- | - | - | - | -- | -- | -- | --- |
| Atlético Huila    | 10  | 6 | 2 | 2 | 15 | 10 | +5 | 20  |
| Expreso Rojo      | 10  | 5 | 3 | 2 | 12 | 9  | +3 | 18  |
| Deportivo Pereira | 10  | 4 | 4 | 2 | 21 | 13 | +8 | 15  |
| Deportes Palmira  | 10  | 3 | 3 | 4 | 11 | 14 | −3 | 12  |
| Juventud Soacha   | 10  | 3 | 2 | 5 | 13 | 18 | −5 | 11  |
| Deportes Tolima   | 10  | 1 | 2 | 7 | 5  | 13 | −8 | 5   |

|                   | HUI | PAL | TOL | PER | EXR | JUS |
| ----------------- | --- | --- | --- | --- | --- | --- |
| Atlético Huila    | –   | 4–1 | 3–0 | 1–1 | 1–0 | 3–2 |
| Deportes Palmira  | 2–0 | –   | 2–1 | 0–0 | 1–2 | 1–1 |
| Deportes Tolima   | 0–1 | 0–1 | –   | 0–1 | 2–1 | 0–1 |
| Deportivo Pereira | 4–1 | 3–1 | 1–1 | –   | 0–0 | 6–1 |
| Expreso Rojo      | 0–0 | 2–2 | 1–0 | 3–2 | –   | 2–1 |
| Juventud Soacha   | 0–1 | 1–0 | 1–1 | 5–3 | 0–1 | –   |

## Tweede fase
De heenwedstrijd van de tweede fase van de Copa Colombia 2009 zal worden gespeeld op 26 augustus en de returns worden gespeeld op 2 september 2008
| Team 1                 | Tot.          | Team 2               | 1e wedstr. | 2e wedstr. |
| ---------------------- | ------------- | -------------------- | ---------- | ---------- |
| Atlético La Sabana     | 0–6           | Atlético Nacional    | 1–4        | 1–3        |
| Independiente Medellín | 3–3 (3–4 pen) | Junior               | 1–2        | 1–0        |
| Cúcuta Deportivo       | 3–3 (4–5 pen) | Santa Fe             | 0–4        | 5–1        |
| Millonarios            | 0–6           | Atlético Bucaramanga | 1–3        | 0–1        |
| Deportes Quindío       | 4–1           | Expreso Rojo         | 0–0        | 3–0        |
| Atlético Huila         | 3–3 (6–7 pen) | Deportivo Pasto      | 0–1        | 2–1        |

### Derde fase
De wedstrijden in de derde fase zal worden gespeeld in een thuis en uit duel die worden gespeeld op 16 september en 23 september. De winnaar voor een plaats in de halve finale wordt bepaald welke team het meeste punten heeft gemaakt, in dit geval wordt het bepaald door het doelsaldo.
| Team 1            | Tot.          | Team 2               | 1e wedstr. | 2e wedstr. |
| ----------------- | ------------- | -------------------- | ---------- | ---------- |
| Deportes Quindío  | 2–2 (3–5 pen) | Junior               | 0–0        | 2–2        |
| Atlético Nacional | (DS) 3–3      | Atlético Bucaramanga | 2–0        | 0–1        |
| Deportivo Pasto   | (DS) 3–3      | Santa Fe             | 3–1        | 1–2        |

## Halve finale
De heenwedstrijd van de halve finale wordt gespeeld op 28 oktober 2009 en de return op 4 november 2009.
| Team 1            | Tot.          | Team 2   | 1e wedstr. | 2e wedstr. |
| ----------------- | ------------- | -------- | ---------- | ---------- |
| Deportivo Pasto   | 6–0           | Junior   | 3–1        | 2–1        |
| Atlético Nacional | 3–3 (2–4 pen) | Santa Fe | 2–1        | 2–3        |

## Finale
De finale werd gespeeld op 11 november 2009 en de return op 18 november 2008. Er was geen wedstrijd om de derde plaats.
| Team 1          | Tot.          | Team 2   | 1e wedstr. | 2e wedstr. |
| --------------- | ------------- | -------- | ---------- | ---------- |
| Deportivo Pasto | 3–3 (4–5 pen) | Santa Fe | 2–1        | 1–2        |

|                                |                                         |         |             |                                                                      |
| 11 november 2009 20:10 (UTC−5) | Deportivo Pasto                         | 2 – 1   | Santa Fe    | Estadio Departamental Libertad, Pasto Scheidsrechter: José Luis Niño |
| 11 november 2009 20:10 (UTC−5) | Rodríguez 54' H. Centurión 90+3' (pen.) | Verslag | 84' Anchico | Estadio Departamental Libertad, Pasto Scheidsrechter: José Luis Niño |

|                                |                                                                    |         |                                                                              |                                                             |
| 18 november 2009 20:15 (UTC−5) | Santa Fe                                                           | 2 –1    | Deportivo Pasto                                                              | Estadio El Campín, Bogotá Scheidsrechter: Francisco Peñuela |
| 18 november 2009 20:15 (UTC−5) | Pérez 54', 88' (pen.)                                              | Verslag | 44' Castro                                                                   | Estadio El Campín, Bogotá Scheidsrechter: Francisco Peñuela |
| 18 november 2009 20:15 (UTC−5) | Strafschoppen                                                      |         |                                                                              | Estadio El Campín, Bogotá Scheidsrechter: Francisco Peñuela |
| 18 november 2009 20:15 (UTC−5) | Valdez Quintero M. González Pérez Anchico Seijas A. González Gómez | 5 – 4   | H. Centurión Madera Rodríguez Mosquera G. Centurión Villamil Mesa Altamirano | Estadio El Campín, Bogotá Scheidsrechter: Francisco Peñuela |

## Kampioen
|                                  |
| Vlag van Colombia                |
| Independiente Santa Fe 2de titel |